# Sigurdsgade
Sigurdsgade er en gade  i Haraldsgadekvarteret på Ydre Nørrebro i København. Den er en sidegade til Haraldsgade og løber skråt gennem kvarteret før den ender i Lersø Park Allé. Gaden er navngivet efter Sigurd, der er det skandinaviske navn for den germanske sagnhelt Siegfried, der behandles i digtkredsen »Nibelungenlied«.
Hjørneejendommen mod Hermodsgade er fredet.
Sigurdsgade 25: Her lå Kaffebrænderiet Merkur A/S fra 1933. Lagerbygningen til de rå kaffebønner blev dog først udbygget efter krigen. Det larmende, lugtende og osende kaffebrænderi har ligget midt blandt beboelse. Den har siden været malerfirma og bønnespiredistributionscentral. Bygningen er også blevet brugt til at dyrke østershatte for første gang i Danmark. I dag bliver bygningen brugt til vvs-firma og en polsk forening.
På Sigurdsgade ligger natklubben Sigurd CPH, ejet Martin Koch-Søfeldt. Klubben består af natklub, udendørsvenue og restaurant over to etager, og kan rumme op til 700 gæster af gangen.